# Peter Maček
Peter Maček, slovenski biokemik, * 15. april 1952, Maribor.
Maček je leta 1976 diplomiral na ljubljanski Biotehniški fakulteti in prav tam 1983 doktoriral na Oddelku za biologijo. Najprej (od leta 1978) je na Oddelku za biologijo Biotehniške fakultete Univerze v Ljubljani delal kot asistent, Leta 1990 je bil na Biotehniški fakulteti imenovan za izrednega profesorja, leta 1995 pa za rednega profesorja biokemije. Deloval je tudi kot prodekan (1996–1998 in 2000–2001) ter dekan (1998–2000) Biotehniške fakultete in prorektor Univerze v Ljubljani za raziskovalno in razvojno delo (2005–2009).
Maček se v svojem raziskovalnem delu med drugim ukvarja z biokemijskimi lastnostmi strupov ožigalkarjev in drugih morskih organizmov ter njihovo interakcijo z biološkimi membranami. Samostojno ali v soavtorstvu je od leta 1981 naprej napisal več kot 100 znanstvenih ter številne strokovne in poljudne članke. Bil je mentor več kot 40 diplomantom in magistrantom ter 7 doktorandom. Njegova bibliografija zajema več kot 400 enot.
Leta 1993 je prejel nagrado Republike Slovenije za znanstvenoraziskovalno delo, in sicer za vrhunske dosežke na področju toksikologije.
Oktobra 2014 je postal državni sekretar na Ministrstvu za izobraževanje, znanost in šport. To funkcijo je opravljal do pomladi 2015.